# Талли, Монтгомери
Монтгомери Талли (англ. Montgomery Tully); имя при рождении Джеффри Уайкомб Монтгомери Талли (англ. Geoffrey Wycombe Montgomery Tully) (6 мая 1904 — 10 октября 1988) — ирландский кинорежиссёр, сценарист и продюсер, работавший в британском кинематографе в 1930—1960-х годах.
К числу наиболее успешных режиссёрских работ Талли относятся криминальные драмы «Убийство наоборот» (1945), «Мальчики в коричневом» (1949), «Пять дней» (1954), «План подделки» (1957), «Цена тишины» (1960), «Дом на Марш-роуд» (1960), «Третье алиби» (1961), «Из тумана» (1962), «Стычка в ночи» (1963) и «Кто убил кота?» (1966).

## Ранние годы жизни и начало карьеры
Монтгомери Талли родился 6 мая 1904 года в Дублине (по другим сведениям — в Лондоне).
После окончания Лондонского университета Талли работал журналистом, а в 1929 году перешёл в киноиндустрию, где первоначально занимался документальными фильмами.
В 1930-е годы Талли перешёл в игровое кино, где в 1937—1938 годах в качестве режиссёра поставил свои первые художественные короткометражные фильмы «Кооператорша» (1937) и «От жёлудя до дуба» (1938).
В военные годы Талли работал над документальными короткометражками для киностудии Merton Park такими, как «За пушками» (1940) . После окончания Второй мировой войны Талли стал режиссёром малобюджетных фильмов, где наибольшую известность ему принесла постановка криминальных лент.

## Карьера в 1945—1949 годы
Первый фильм Талли «Обратное убийство» (1945) стал одним из самых успешных в его карьере. По мнению историков кино Стивена Чибнолла и Брайана Макфарлейна, «судя по этой, лучшей работе Талли 1940-х годов, преступления всегда были сильной стороной его творчества». Фильм рассказывал о портовом рабочем (Уильям Хартнелл), несправедливо обвинённом в убийстве любовника своей жены, который после выхода на свободу нашёл этого любовника и хладнокровно застрелил его, зная, что по закону его не могут дважды судить за одно и то же преступление. Как написал киновед Дерек Виннерт, этот «суровый триллер был хорошо принят критикой» и «показал хорошие результаты в британском прокате».
В 1946 году Талли написал сценарий военного триллера «Лиссабонская история» (1946), а также поставил по собственному сценарию «наивно привлекательный мюзикл „Весенняя песня“ (1946)», а год спустя — «трогательную историческую мелодраму» «Миссис Фитцгерберт» (1947).
В 1947 году для киностудии Gainsborough Pictures Талли поставил по собственному сценарию фильм на социальную тематику «Мальчики в коричневом» (1949), действие которого происходило в исправительном учреждении. Главные роли в фильме исполнили такие будущие звёзды британского кино, как Дирк Богард и Ричард Аттенборо. Как написал критик Вик Пратт, «судя по этой амбициозной картине о социальных проблемах, можно было предположить, что Талли может перейти на уровень фильмов категории A, но этому не суждено было случиться».

## Карьера в 1950-е годы
В 1951 году Талли поставил один из пяти сегментов детективной комедии «История пяти городов» (1951), где главный герой, потерявший память бывший лётчик британских ВВС (Бонар Коллеано) пытается воссоздать своё прошлое. Следующим его фильмом стала комедия «Золотой пояс» (1952). Оба фильма, по мнению историка кино Дэвида Куинлана, были «посредственными».
В 1953 году студия Hammer наняла Талли для постановки серии криминальных фильмов категории В, начиная с триллера «36 часов» (1953) с участием американской звезды Дэна Дьюриа, который Талли «сделал экономно, но без стиля». Год спустя Талли поставил криминальный фантастический триллер «Алмаз» (1954) об охоте за технологией изготовления искусственных алмазов, в котором главные роли сыграли американские звёзды Деннис О’Киф и Маргарет Шеридан.
В 1954 году на студии Hammer Талли выступил режиссёром криминальной драмы «Пять дней» (1954) с участием ещё одной американской звезды Дейна Кларка в роли неудачливого бизнесмена, который заказывает собственное убийство, чтобы обеспечить благополучие жены. По словам Чибнолла, это «искусно придуманный триллер с Дейном Кларком, который придает фильму энергичный центр, непринужденно главенствуя на экране в роли финансиста, организовавшего собственную смерть, а затем пытающегося выпутаться из придуманного им сюжета, когда обстоятельства меняются». Фильм вызвал восхищение у критика To-Day’s Cinema своей «стремительной режиссурой», а журнал Picturegoer посчитал, что «тонко выверенная режиссура» Талли сделала его британским фильмом категории В «с той самой степенью продуманности», которая обеспечит ему экспортный потенциал.
В том же году Талли выпустил также криминальную драму «Точка дьявола» (1954) о моряке (его сыграл голливудский актёр Ричард Арлен), который находит в порту упаковку с наркотиками и решает присвоить её, не подозревая, к каким последствиям это приведёт. Годом позднее он поставил на студии Hammer детектив «Стеклянная клетка» (1955), к котором главные роли сыграли американский актёр Джон Айрленд и британская звезда Онор Блэкман. По словам Чибнолла, «второстепенные американские звёзды Джон Айрленд и Дэн Дьюриа придали вес» фильмам «36 часа» (1954) и «Стеклянная клетка» (1955).
В течение 1955 года Талли поставил шесть тридцатиминутных криминальных телефильмов сериала BBC «Скотленд-ярд». Фильмы были основаны на реальных делах, которые расследовал детектив суперинтендант Роберт Фабиан. По словам Пратта, «благодаря скорости и эффективности работы над этими фильмами судьба Талли была предрешена».
В 1955 году Талли начал сотрудничество со студией Merton Park, которая стала производить криминальные фильмы категории В в сотрудничестве с дистрибьюторской компанией Anglo-Amalgamated.
Первым фильмом Талли для Merton Park стала криминальная мелодрама «Звонить 999» (1955), в котором муж просит жену помочь ему уйти от наказания за убийство, убеждая её, что это был несчастный случай. Главные роли в этой картине вновь исполнили американские артисты Джин Нельсон и Мона Фриман. Кинокритик Дэвид Куинлан назвал этот фильм лучшим у Талли: «Напряжённый триллер о человеке в бегах, он заставлял зрителей в напряжении вцепиться в края своих кресел, натягивая нервы все сильнее и сильнее». Журнал Kinematograph Weekly описал картину как «яркий образец криминального жанра в привлекательной обложке».
В 1956—1952 годах Талли поставил для компаний Merton Park и Anglo-Amalgamated пятнадцать 30-минутных художественных фильмов о делах, расследуемых Скотленд-ярдом.
В 1957 году Талли был сценаристом и режиссёром криминальной драмы «Гипнотизёр» (1957) с такими признанными британскими актёрами, как Роланд Калвер, Патриция Рок и Хартнелл. В этом фильме преступный психиатр влюбляется в невесту своего пациента, после чего пытается загипнотизировать его, чтобы тот убил его жену.
В 1957 году Талли поставил ещё три криминальных драмы. В фильме Merton Park «Человек в тени» (1957) главные роли сыграли голливудские звёзды Закари Скотт и Фейт Домерг. В этой картине женщина ведёт расследование убийства, в котором обвинён её муж. В фильме «План подделки» (1957) партнёршей Скотта была американская актриса Пегги Кастл. По сюжету фильма отошедшего от дел фальшивомонетчика с помощью шантажа его бывший сообщник втягивает в возобновление преступной деятельности. Криминальный триллер «Обратной дороги нет» (1957) памятен первой ролью Шона Коннери, где его имя указано в титрах.
В криминальном фильме о мошенничестве с научно-фантастическими элементами «Спуск» (1958) студии Anglo-Amalgamated сыграли «увядающие голливудские звёзды» Род Кэмерон и Мэри Мёрфи. Картина начинается стремительно с того, что кинозвезда разбивает машину на юге Франции, а дальнейшие действия разворачиваются вокруг клиники, которая лечит пациентов с помощью техники «глубокой релаксации», после чего они «просыпаются в совершенно другом мире». Фильм, по сути, «создает поистине странную атмосферу потусторонности благодаря использованию электронной музыки и спецэффектов». Среди криминальных фильмов Талли, снятых для Merton Park, был также довольно искусный триллер «Странное пробуждение» (1958), в котором американский актёр Лекс Баркер, известный по роли Тарзана, остроумно сыграл жертву нападения с амнезией, который проводит большую часть фильма в инвалидном кресле. Фильм отличали «остроумный, хотя и надуманный сценарий и превосходный дизайн декораций», а «экзотические» локации придали происходящему ощущение нереальности, что отличало эту картину от большинства фильмов категории В. Как написали Макфарлейн и Чибнол, «критики были в восторге, особенно очарованные роковой женщиной Баркера, Лизой Гастони». В комедийном триллере ACT Films «Дипломатический труп» (1958) репортёр, освещающий криминальные новости (Робин Бэйли), с помощью своей девушки (Сьюзан Шоу), репортёра моды в той же газете, расследует дело о трупе, выловленном из Темзы, связывая его с иностранным посольством. Фильм, по мнению Чибнолла и Макфарлейна, испортил Бэйли, которому «явно не удаётся обеспечить необходимый уровень игры». В детективе Merton Park и Analgamated «Человек с оружием» (1958) следователь страховой компании (Ли Паттерсон) вместе с племянницей хозяина ночного клуба (Рона Андерсон) раскрывает мафиозную группу, виновную в поджоге клуба. Герой следующей картины «Обвинённый человек» (1959), который после обручения с дочерью баронета, обвиняется в грабеже и убийстве, сбегает из тюрьмы, чтобы самостоятельно поймать преступников.
В конце 1950 и начале 1960-х годов Талли не очень удачно попытался работать в жанре комедии с такими фильмами, как «Я только спросил!» (1958) для Hammer, поставленный по мотивам популярного телесериала, и «Она знает, ты знаешь» (1962), описанный одним рецензентом как «еще один конвейерный североанглийский фарс».

## Карьера в 1960-е годы
В 1960—1961 годах Талли работал на телевидении, где поставил семь эпизодов сериала «Человек из Интерпола» (1960) и по одному эпизоду сериалов «Детективы Эдгара Уоллеса» (1960) и «Детективный театр „Крафта“» (1961).
В 1960 году Талли начал сотрудничать с кинокомпанией Eternal, дистрибьютором которой была Grand National, где, по словам Макфарлейна и Чибнолла, «продемонстрировал своё отточенное мастерство в обеспечении быстрого темпа повествования незатейливых детективов и триллеров этой компании». Его первым фильмом для Eternal был «Дом на Марш-роуд» (1960), который «рисует необычайно откровенную картину мрачного брака с мужем-алкоголиком, который заглядывается на других женщин (Тони Райт)», а затем переходит «в детектив о доме с привидениями с нередким для британских фильмов категории В печальным концом». В фильме «Джекпот» (1960) бывший заключённый грабит ночной клуб, после чего полиция (Уильям Хартнелл) и владелец клуба начинают его розыски. Как отметили Макфарлейн и Чибнолл, сюжет фильма с его антагонистом-убийцей полицейского, перекликается с фильмом «Синяя лампа» (1950), и «эти отголоски становятся громче в финальной сцене поимки беглеца на спортивном стадионе».
К 1960-м годам, по словам Пратта, карьера Талли пошла на спад, и многие его фильмы этого периода критик охарактеризовал как «безразличные детективные триллеры». Однако фильм «Третье алиби» (1961), «необычный, изобретательный и эффектный, опровергает эту точку зрения». Макфарлейн и Чибнолл также отметили, что среди трёх фильмов Eternal 1961 года выделяется «Третье алиби» (1961), «достаточно напряженная вариация на тему проблемных супружеских отношений и убийства с использованием магнитофонов и парой хорошо контрастирующих ревнивых сестер, роли которых исполнили Патрисия Дейнтон и Джейн Гриффитс». По мнению Пратта, хотя этот фильм «и не такой причудливый, как некоторые из предыдущих фильмов Талли, он весьма занимателен и интересен стилистически». Критик полагает, что фильм «явно выигрывает от уверенной экономичности режиссуры Талли. Компактная, сдержанная, но захватывающая — и включающая в себя запоминающуюся сцену, раскрывающую интерьер великолепного кинотеатра — эта более поздняя работа, как и свойственно Талли, построена с точностью; и плавно и быстро движется к эффектной и изобретательной развязке».
В 1962 году Талли поставил для Eternal по собственному сценарию криминальный триллер «Из тумана» (1962), где полиция ведёт охоту на бывшего заключённого, подозреваемого в серии убийств блондинок. Год спустя по собственными сценариям Талли поставил шпионский триллер об охоте за агентом, связанным с научными секретами «Мастерский шпион» (1963) и криминальный триллер о ловле группы сбежавших заключённых «Стычка в ночи» (1963).
Последним детективным фильмом Талли стал «Кто убил кота?» (1966) о трёх постоялицах пансиона, которые задумали отомстить хозяйке за убийство кота. Журнал The Monthly Film Bulletin назвал картину «допотопной театральной постановкой с примитивными диалогами и режиссурой, которую спасает от полного провала, которого она заслуживает, безупречная игра Мэри Мерралл, Эллен Поллок и Эми Далби в ролях трёх слегка странноватых старушек. Отдельная похвала Ванде Годселл за ее злобное, вульгарное воплощение всего чудовищного в алчных домовладелицах».
Талли завершил режиссёрскую карьеру двумя цветными фантастическими фильмами «Космический террор» (1967) о похищении учёных инопланетянами и «Подземная битва» (1968) о безумном китайском генерале, который строит туннель под Тихим океаном, чтобы армия Китая захватила США. Журнал The Monthly Film Bulletin написал о последнем фильме: «Приключения в духе школьных комиксов, включающие подземные сооружения, гидропонные фермы, лазерные лучи, ядерные бомбы и зловещих восточных злодеев. Однако ничто не сравнится с финалом, где герой и героиня, имея всего десять минут, чтобы добраться до безопасного места после запуска атомной бомбы, появляются в жерле вулкана и стоят, глядя на ослепительное сияние ядерного взрыва, даже не моргнув незащищенными глазами. Восхитительно абсурдный фильм представляет собой вариацию на тему привычной научной фантастики, и что особенно правильно, все ведут себя с непроницаемой серьёзностью».

## Оценка творчества
Как отметил Пратт, «о Монтгомери Талли написано немного… Кинокритик Уилер Уинстон Диксон назвал его „возможно, самым недооценённым из британских режиссёров фильмов категории В“». Как сценарист и режиссёр Талли преимущественно «делал низкобюджетные фильмы категории В в жанрах криминала и научной фантастики», а также поставил несколько комедий. Макфарлейн и Чибнолл полагают, что такое «разнообразие может указывать на режиссёра, ищущего свое истинное призвание, которое в итоге он нашел в жанре криминального триллера».
По словам Пратта, Талли был «точным и методичным человеком, который тщательно разрабатывал раскадровки своих фильмов до начала съёмок». Мэксфорд отмечает, что «Талли был известен скоростью работы, а не стилем». Его «режиссура была плоской и рутинной, с небольшим числом потенциальных хичкоковских ситуаций». С другой стороны, Пратт полагает, что «в своих лучших работах Талли, часто выступая в качестве сценариста и режиссёра, вводил странные и необычные повествовательные элементы в то, что в противном случае могло бы быть обычным жанровым продуктом для показа в качестве дополнения к основному фильму». Макфарлейн и Чибнолл добавляют, что даже если фильмы Талли и не были особенно «мастерскими и самобытными, его послужной список в любом случае достоин восхищения за упорство на часто неблагодарной территории, и в его работах есть достаточно признаков режиссёрской проницательности, как тематической, так и стилистической», делая его творчество «достойным дальнейшего изучения».

## Личная жизнь
С 1926 года Талли был женат на Молли Айрин Морган Уоткинс (англ. Mollie Irene Morgan Watkins)

## Смерть
Монтгомери Талли умер 10 октября 1988 года в Райслипе, Лондон, Великобритания, причины его смерти не раскрывались

## Фильмография
| Год  | Название                          | Оригинальное название             | Фильм / телесериал                                 | В каком качестве участвовал        |
| ---- | --------------------------------- | --------------------------------- | -------------------------------------------------- | ---------------------------------- |
| 1937 | Кооператорша                      | Co-operette                       | Короткометражный фильм                             | Режиссёр                           |
| 1938 | От жёлудя до дуба                 | From Acorn to Oak                 | Короткометражный документальный фильм              | Режиссёр                           |
| 1945 | Один за всех                      | Each for All                      | Короткометражный документальный фильм              | Режиссёр                           |
| 1945 | Убийство наоборот                 | Murder in Reverse?                | Фильм                                              | Режиссёр, сценарист                |
| 1945 | Только для тебя                   | For You Alone                     | Фильм                                              | Сценарист                          |
| 1945 | Время вальса                      | Waltz Time                        | Фильм                                              | Сценарист                          |
| 1946 | Весенняя песня                    | Spring Song                       | Фильм                                              | Режиссёр, сценарист                |
| 1946 | Лиссабонская история              | The Lisbon Story                  | Фильм                                              | Автор истории                      |
| 1947 | Миссис Фитцгерберт                | Mrs. Fitzherbert                  | Фильм                                              | Режиссёр, сценарист                |
| 1949 | Мальчики в коричневом             | Boys in Brown                     | Фильм                                              | Режиссёр, сценарист                |
| 1951 | История пяти городов              | A Tale of Five Cities             | Фильм                                              | Режиссёр (сегмент «Лондон»)        |
| 1952 | Золотой пояс                      | Girdle of Gold                    | Фильм                                              | Режиссёр                           |
| 1953 | История маленького городка        | Small Town Story                  | Фильм                                              | Режиссёр                           |
| 1953 | 36 часов                          | 36 Hours                          | Фильм                                              | Режиссёр                           |
| 1954 | Финал поздней ночью               | Late Night Final                  | Короткометражный фильм (киносериал «Скотленд-Ярд») | Режиссёр, сценарист                |
| 1954 | Пять дней                         | Five Days                         | Фильм                                              | Режиссёр                           |
| 1954 | Алмаз                             | The Diamond                       | Фильм                                              | Режиссёр, Ассоциированный продюсер |
| 1954 | Точка дьявола                     | Devil’s Point                     | Фильм                                              | Режиссёр                           |
| 1954 | Безмолвный свидетель              | The Silent Witness                | Короткометражный фильм (киносериал «Скотленд-Ярд») | Режиссёр                           |
| 1955 | Стеклянная клетка                 | The Glass Cage                    | Фильм                                              | Режиссёр                           |
| 1955 | Звонить 999                       | Dial 999                          | Фильм                                              | Режиссёр, Сценарист                |
| 1955 | Фабиан из Скотленд-Ярда           | Fabian of the Yard                | Телесериал                                         | Режиссёр (6 эпизодов)              |
| 1956 | Стена смерти                      | The Wall of Death                 | Короткометражный фильм (киносериал «Скотленд-Ярд») | Режиссёр, Сценарист                |
| 1956 | Дело речного морга                | The Case of the River Morgue      | Короткометражный фильм (киносериал «Скотленд-Ярд») | Режиссёр, Сценарист                |
| 1956 | Место назначения — смерть         | Destination Death                 | Короткометражный фильм (киносериал «Скотленд-Ярд») | Режиссёр                           |
| 1956 | Личность неизвестна               | Person Unknown                    | Короткометражный фильм (киносериал «Скотленд-Ярд») | Режиссёр                           |
| 1957 | Ночной переход                    | Night Crossing                    | Короткометражный фильм (киносериал «Скотленд-Ярд») | Режиссёр                           |
| 1957 | Загадка Белых скал                | The White Cliffs Mystery          | Короткометражный фильм (киносериал «Скотленд-Ярд») | Режиссёр                           |
| 1957 | Дело «Улыбающейся вдовы»          | The Case of «The Smiling Widow»   | Короткометражный фильм (киносериал «Скотленд-Ярд») | Режиссёр                           |
| 1957 | Внутренняя информация             | Inside Information                | Короткометражный фильм (киносериал «Скотленд-Ярд») | Режиссёр                           |
| 1957 | Одинокий дом                      | The Lonely House                  | Короткометражный фильм (киносериал «Скотленд-Ярд») | Режиссёр                           |
| 1957 | Человек в тени                    | Man in the Shadow                 | Фильм                                              | Режиссёр                           |
| 1957 | План подделки                     | The Counterfeit Plan              | Фильм                                              | Режиссёр                           |
| 1957 | Гипнотизёр                        | The Hypnotist                     | Фильм                                              | Режиссёр, Сценарист                |
| 1957 | Обратной дороги нет               | No Road Back                      | Фильм                                              | Режиссёр, Сценарист                |
| 1958 | Преступление чести                | Crime of Honour                   | Короткометражный фильм (киносериал «Скотленд-Ярд») | Режиссёр                           |
| 1958 | Виселица на перекрестке           | The Cross-Road Gallows            | Короткометражный фильм (киносериал «Скотленд-Ярд») | Режиссёр                           |
| 1958 | Странное пробуждение              | The Strange Awakening             | Фильм                                              | Режиссёр                           |
| 1958 | Человек с оружием                 | Man with a Gun                    | Фильм                                              | Режиссёр                           |
| 1958 | Я только спросил                  | I Only Arsked!                    | Фильм                                              | Режиссёр                           |
| 1958 | Дипломатический труп              | The Diplomatic Corpse             | Фильм                                              | Режиссёр                           |
| 1958 | Электронное чудовище              | Escapement                        | Фильм                                              | Режиссёр                           |
| 1958 | Длинный нож                       | The Long Knife                    | Фильм                                              | Режиссёр                           |
| 1958 | Отпечаток смерти                  | Print of Death                    | Короткометражный фильм                             | Режиссёр                           |
| 1959 | Обвинённый человек                | Man Accused                       | Фильм                                              | Режиссёр                           |
| 1960 | Человек, который был никем        | The Man Who Was Nobody            | Фильм                                              | Режиссёр                           |
| 1960 | Джекпот                           | Jackpot                           | Фильм                                              | Режиссёр, Сценарист                |
| 1960 | Дом на Марш-роуд                  | The House in Marsh Road           | Фильм                                              | Режиссёр                           |
| 1960 | Мертвый счастливчик               | Dead Lucky                        | Фильм                                              | Режиссёр                           |
| 1960 | Цена тишины                       | The Price of Silence              | Фильм                                              | Режиссёр                           |
| 1960 | Таинственный театр Эдгара Уоллеса | The Edgar Wallace Mystery Theatre | Телесериал                                         | Режиссёр, 1 эпизод                 |
| 1960 | Человек из Интерпола              | Man from Interpol                 | Телесериал                                         | Режиссёр, 6 эпизодов               |
| 1961 | Третье алиби                      | The Third Alibi                   | Фильм                                              | Режиссёр, Сценарист                |
| 1961 | Две жены на одной свадьбе         | Two Wives at One Wedding          | Фильм                                              | Режиссёр                           |
| 1961 | Средний путь                      | The Middle Course                 | Фильм                                              | Режиссёр                           |
| 1961 | Таинственный театр «Крафт»        | Kraft Mystery Theatre             | Телесериал, 1 эпизод                               | Режиссёр                           |
| 1962 | Из тумана                         | Out of the Fog                    | Фильм                                              | Режиссёр, Сценарист                |
| 1962 | Она знает, что ты знаешь          | She Knows Y' Know                 | Фильм                                              | Режиссёр                           |
| 1963 | Мастерский шпион                  | Master Spy                        | Фильм                                              | Режиссёр, Сценарист                |
| 1964 | Мальчик с флейтой                 | Boy with a Flute                  | Короткометражный фильм                             | Режиссёр, Сценарист, Продюсер      |
| 1964 | Стычка в ночи                     | Clash by Night                    | Фильм                                              | Режиссёр, Сценарист                |
| 1966 | Кто убил кота?                    | Who Killed the Cat?               | Фильм                                              | Режиссёр, Сценарист                |
| 1967 | Космический террор                | The Terrornauts                   | Фильм                                              | Режиссёр                           |
| 1967 | Подземная битва                   | Battle Beneath the Earth          | Фильм                                              | Режиссёр                           |